# Поиск данных
Поиск данных — раздел информатики, изучающий алгоритмы для поиска и обработки информации как в структурированных (см. напр. базы данных) так и неструктурированных (напр., текстовый документ) данных. Поиск данных неразрывно связан с понятием фильтрации данных.
В общем случае, поиск означает исследование чего-либо с целью нахождения неочевидной, утерянной или спрятанной части. Поиск данных обычно связан с обработкой некоторого хранилища данных, прочесть или осознать которые последовательно не представляется возможным, с целью найти интересующее постановщика задачи подмножество этих данных (или установить их отсутствие). Алгоритмы эффективного поиска существовали задолго до появления компьютеров и применялись, к примеру, для нахождения книг в библиотеках. Существует неинформированный поиск данных, когда алгоритмы могут обрабатывать любые данные независимо от их сути, например, побитовый поиск. Часто, более эффективными является информированный поиск, например, системы автоматизированного нахождения отпечатков пальцев, фонетический поиск в текстах и т. д.
Поиск данных в информатике включает в себя несколько подразделов:
- информационный поиск
- полнотекстовый поиск
- Фильтр (информатика)
- Базовые алгоритмы поиска
  - поиск в списке
  - поиск в дереве
  - поиск по графу
  - декларативный поиск (напр., базирующийся на SQL)